# TSS Stefan Batory
TSS Stefan Batory – polski statek pasażerski, o napędzie parowoturbinowym, ostatni polski liniowiec na regularnej linii transatlantyckiej. Był w latach 1968–1988 statkiem flagowym Polskich Linii Oceanicznych. Był następcą transatlantyckiego liniowca MS Batory.

## Budowa
Statek został zamówiony w 1948 roku przez holenderskiego armatora Holland America Line w stoczni Wilton-Fijenoord (pełna nazwa: NV Dok en Werf Maatschappij Wilton-Fijenoord) w Schiedam jako jeden z trójki nowych bliźniaczych statków towarowo-pasażerskich do obsługi linii północnoatlantyckiej. Konstrukcja statków została oparta na kadłubie amerykańskich frachtowców typu C-3 o napędzie turbinowym i miały one przewozić towary oraz 60 pasażerów. Jako pierwszy i jedyny według pierwotnego projektu ukończony został „Diemerdijk” w 1950 roku, natomiast budowę dwóch pozostałych wstrzymano. Z uwagi na rosnący ruch pasażerski pomiędzy Europą a Ameryką Północną po II wojnie światowej, zwłaszcza w tańszych klasach, dyrekcja linii żeglugowych postanowiła przeprojektować jednostki i ukończyć je jako liniowce pasażerskie, dla zastąpienia dwóch starych statków „Volendam” i „Veendam”. Jako statki pasażerskie ukończone zostały: w 1951 roku „Ryndam” (numer budowy 732), a w 1952 roku „Maasdam” (nr budowy 733), późniejszy „Stefan Batory”.
Położenie stępki pod „Maasdam” miało miejsce 19 grudnia 1950 roku. Pierwotnie miał on nosić nazwę „Dinteldyk”. Statek zwodowano 5 kwietnia 1952 roku i ukończono 11 lipca 1952 roku. Był czwartym transatlantykiem HAL, który otrzymał nazwę „Maasdam”.

## Eksploatacja
„Maasdam” oddano do służby 10 sierpnia 1952 roku i następnego dnia wyruszył w dziewiczy rejs z Rotterdamu do Montrealu i Nowego Jorku. Statek był ekonomiczny w eksploatacji – szczególnie jego udany i niezawodny napęd, i pomimo średniej wielkości i braku zbytniego luksusu, cieszył się dużą frekwencją pasażerów, podobnie jak bliźniaczy „Ryndam”. Były one reklamowane jako „ekonomiczne bliźniaki”, będąc odpowiednim środkiem transportu dla osób poszukujących stosunkowo taniego środka transportu przez Atlantyk. Początkowo zabierały one 854 pasażerów w klasie turystycznej i tylko 39 w I klasie. Oba statki pływały także do Montrealu oraz z rejsami wycieczkowymi na Karaiby. W 1955 roku „Maasdam” został wyposażony w stabilizatory przeciwprzechyłowe, zwiększające komfort. W 1961 roku statek został zmodernizowany, zmniejszono przy tym liczbę miejsc w klasie turystycznej do 822, lecz część kabin wyposażono w oddzielne toalety i prysznice.
W holenderskiej służbie „Maasdam” był mniej szczęśliwym statkiem od swojego bliźniaka. 10 grudnia 1952 roku wychodząc z Rotterdamu zderzył się z małym zbiornikowcem niemieckim „Ellen”, który zatonął z 6 osobami załogi; sam nie poniósł większych szkód. 3 października 1954 roku płynąc z Nowego Jorku zderzył się we mgle z francuskim statkiem „Tofevo”, chociaż bez poważniejszych następstw, po czym w Rotterdamie uderzył dziobem w nabrzeże, co spowodowało konieczność remontu. 15 lutego 1963 roku, podczas inauguracji nowej trasy do Nowego Jorku przez Bremerhaven i Halifax,  „Maasdam” wpadł u ujścia Wezery na wrak brytyjskiego statku „Harborough”, nabierając wody i osiągając ponad 12-stopniowy przechył. Statek jednak nie zatonął i został odholowany do stoczni.
W latach 60. liczba pasażerów na statkach zaczęła spadać na rzecz transportu lotniczego, osiągając w 1964 roku tylko 15–20% zapełnienia. Oprócz mniej licznych rejsów liniowych, od 1965 statek został przeniesiony na linię wokółziemską z Rotterdamu przez m.in. Southampton, Port Said, Kolombo, Australię, Los Angeles, Acapulco, Kingston, Nowy Jork. Rejsy te jednak były niedochodowe i po trzech latach ich zaprzestano. Statek pływał także w czarterze. W końcu w 1968 roku został wystawiony przez armatora na sprzedaż.
Statkiem zainteresowały się Polskie Linie Oceaniczne, poszukujące stosunkowo niedrogiej jednostki, która zastąpiłaby na najbliższe kilka lat starzejący się transatlantyk „Batory”, do czasu przewidywanego zbudowania nowego statku, co ostatecznie nie nastąpiło. 15 maja 1968 roku statek został kupiony za 2,97 miliona USD. Odbył jeszcze cztery rejsy liniowe pod banderą holenderską, podczas których zapoznawali się z nim polscy specjaliści. 8 października 1968 roku został przejęty przez polską załogę i przyprowadzony do Gdyni, a 13 października wstawiony do Gdańskiej Stoczni Remontowej. Przy okazji remontu statek został przebudowany i unowocześniono jego wygląd oraz wyposażenie. Zmianom uległy między innymi: dźwigi pokładowe, maszty, sterówka i komin. Zamiast dwóch ciężkich masztów połączonych z przestarzałymi bomami ładunkowymi, otrzymał dwa nowoczesne dźwigi hydrauliczne produkcji szwedzkiej oraz lekki pochylony maszt na dachu sterówki, z antenami urządzeń nawigacyjnych. Zmieniono też konfigurację pokładów na rufie oraz poprawiono sylwetkę przez dodanie estetycznych nadburci. 10 kwietnia 1969 roku ukończono remont.
11 kwietnia 1969 roku „Stefan Batory” wyruszył w inauguracyjną podróż z Gdyni do Montrealu, gdzie dotarł 23 kwietnia, z 669 pasażerami. 6 maja powrócił do Gdyni.
Opuszczenie bandery polskiej miało miejsce 6 kwietnia 1988 roku w Gdyni.

### Po 1988
- Zmiana nazwy na TSS Stefan w 1990 r.
  - w posiadaniu: Stena Line
- Hulk mieszkalny dla szukających azylu w Göteborgu w Szwecji: 1990–1992
- Wycofany i w rezerwie: 1992–2000
- Złomowanie w stoczni złomowej Aliağa w Turcji: od 22 marca 2000

## Dane techniczne
- Port macierzysty: Gdynia
- Znak wywoławczy: SPYM
- Tonaż: brutto 15044 RT, netto 8684 RT, nośność 7170 ton
- Wymiary: długość całkowita 153,4 m, długość między pionami 144,8 m, szerokość 21,1 m, zanurzenie maks. 8,8 m
- Wysokość do pokładu słonecznego: 26 m

- Pokłady od góry:

1. słoneczny
2. nawigacyjny
3. łodziowy
4. spacerowy
5. główny
6. A
7. B
8. C
9. D
10. E

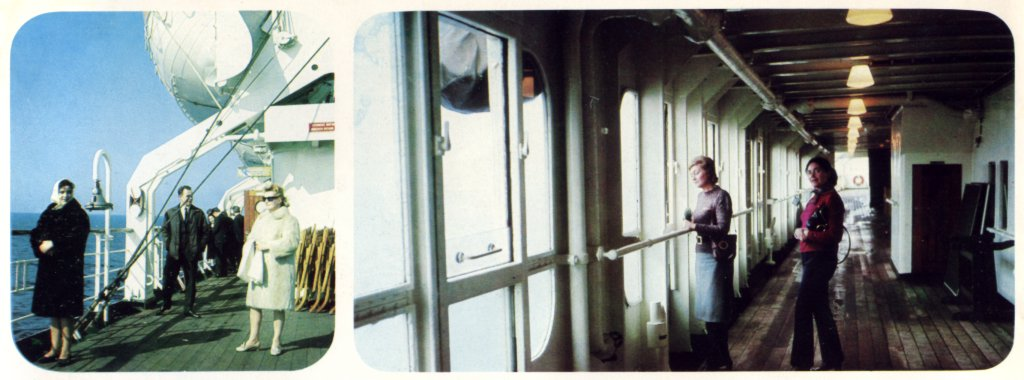
Promenady (otwarta na pokładzie łodziowym i osłonięta na spacerowym)

- Miejsc pasażerskich: 783 (pierwsza klasa 45, druga klasa 734)
- Załoga: 331 (hotelowa 251, oficerowie i mechanicy 80)
- Szybkość: 16 węzłów (maks. 18 węzłów)
- Zasięg: 10300 mil morskich
- Napęd: 2 kotły wodnorurkowe Foster Wheeler, 2 turbiny parowe (wysokiego i niskiego ciśnienia) o mocy 8500 KM General Electric (numer turbiny: 1195 z 1945 roku), 1 śruba
- Paliwo: 1787 ton oleju napędowego
- Wyposażenie specjalne: echosonda, urządzenie do odnajdywania pozycji i kierunku, radar, żyrokompas, radiostacja (fale średnie, krótkie, radiotelefony UKF), stabilizator aktywny płetwowy firmy Denny Brown
- Inne dane: 1533 tony wodnego balastu z głębokim zbiornikiem w dziobie (168 ton), 2 ładownie, trzy chłodnie, dwa dźwigi towarowe o udźwigu 3 ton każdy

## Dodatkowe informacje
TSS „Stefan Batory” miał największą pojemność spośród transatlantyków, na jakich kiedykolwiek podniesiono polską banderę handlową. W odróżnieniu od starszego i mniejszego (mimo większego gabarytu) MS „Batory”, miał jeden komin i jedną śrubę oraz służył na jednej linii regularnej. Przebudowany w Gdańskiej Stoczni Remontowej, przy pierwszym swoim zawinięciu do portu Rotterdam, dawny liniowiec HAL wzbudził zachwyt swoich dawnych właścicieli, którzy nawet wyrazili chęć odkupienia tak odnowionego statku. Pod koniec swojej służby „Stefan Batory” był jedynym z dwóch pasażerskich liniowców pływających przez Ocean Atlantycki. Odbył 140 okrężnych podróży przez ocean. Odbywał też liczne rejsy wycieczkowe, zarówno po Bałtyku, jak i w inne rejony.
Co najmniej dwukrotnie pojawił się w polskich filmach fabularnych: akcja filmu Spotkanie na Atlantyku w reżyserii Jerzego Kawalerowicza w całości dzieje się na statku. Pamiętany jest też z filmu Kochaj albo rzuć w reżyserii Sylwestra Chęcińskiego (od 16'34 do 30'24). Ekipa filmowa sfilmowała wtedy autentyczne pożegnanie i wyjście statku oraz fragmenty autentycznej podróży, łącznie ze sztormem na Morzu Północnym.
Mocną stroną polskich transatlantyków były orkiestry, kierowane przez Jerzego Kowalewskiego, Czesława Słabolepszego, Pawła Laskowskiego i Bronisława Dyszkiewicza, w składzie których występowali m.in. Alojzy Musiał i Janusz Popławski. Oktet grał przedpołudniowe koncerty symfoniczne oraz na wieczornych balach w dużym salonie, a kwartet umilał gościom czas po południu. Ponadto mniejszy skład grywał podczas kolacji i nocnych dancingów w małym salonie (od godz. 21 do 2 rano).
Około 1983 został wybity medal upamiętniający o treści Polskie Linie Oceaniczne TS/S Stefan Batory, wydany przez Mennicę Państwową, a zaprojektowany przez Wacława Kowalika.